# カンタベリーピルグリム
カンタベリーピルグリム（英: Canterbury Pilgrim、1893年 - 1917年）は、イギリスの競走馬、繁殖牝馬である。イギリスオークスに優勝するなどのほか、繁殖牝馬としてチョーサーやスウィンフォードを送り出した。2歳下の半弟にダービー馬ジェッダがいる。

## 経歴

### 出自
モントローズ公爵夫人キャロラインによって生産された牝馬で、1893年に夫人の持つニューマーケットのセフトン牧場で誕生した。夫人は1894年に没したが、その息子は牧場の相続に興味を示さず、地所などを売却した。当初はシンジケートに売却されたその資産は、その後第16代ダービー伯爵にほぼそっくり売り渡されている。カンタベリーピルグリムを含む牧場生産の1歳馬は、7月のニューマーケットでのセリ市にかけられ、中には4100ギニーで落札された幼駒もいた一方で、カンタベリーピルグリムには当初誰も手を挙げず、そこに公爵夫人のマネージャーであったジョン・グリフィスがダービー伯爵に購入を持ち掛け、結果1800ギニーで落札された。
調教師としてカンタベリーピルグリムを預かったのはニューマーケットのジョージ・ラムトンであった。ラムトンは同馬を「どちらかというと小柄で、背中と腰はきれいで、でも首は短くて、体高はとても低かった。しかし最高の脚を持っていた」と評している。
馬名は母ピルグリメイジ（巡礼の意、2000ギニー、1000ギニー勝ち）から連想して「カンタベリー大聖堂の巡礼者」という意味で名付けられた。

### 競走馬時代

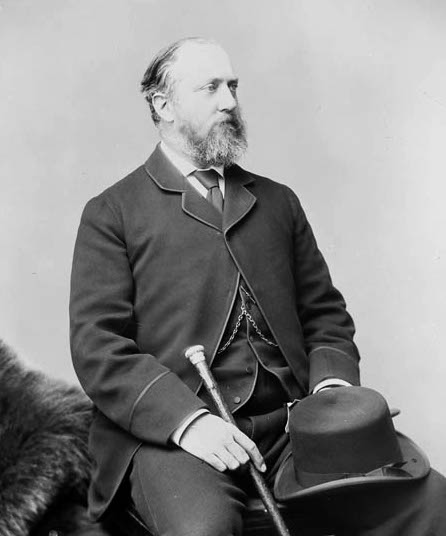
カンタベリーピルグリムの馬主・第16代ダービー伯爵

1895年にデビューするが、2歳時は4戦全敗とまったく良いところを見せられなかった。デビュー戦は9月10日のドンカスター競馬場で行われたシャンペンステークスで、カンタベリーピルグリムは7頭中最下位に沈んだ。続く10月10日のニューマーケット競馬場でのプレンダーガストステークスでも4頭中の最下位に敗れている。リバプールで11月前半に行われたハンデキャップ戦のノーズリーナーサリーステークスでは奮戦し、斤量104ポンドを味方に3着に食い込んだが、年内最終戦となった11月14日のチェスターフィールドナーサリーステークスでも着外に終わった。
この状況を覆すために、ラムトンは調教師ロバート・ペックのアドバイスを受け、カンタベリーピルグリムをステイヤーにするべく調教方法を方針転換、オークスを目標とした。蹴癖や咬癖があるため調教は困難であったが、体つきは小さいままながらも筋肉質になっていった。オークスでは1000ギニー優勝馬のタイスが断然の人気で、カンタベリーピルグリムのオッズは100/8（13.5倍）と穴人気であった。カンタベリーピルグリムは先頭を走るタイスの後ろにつけて進み、最後の直線でタイスを猛追、残り1ハロンのところでカンタベリーピルグリムが追い抜いて、結果2馬身差をつけて優勝した。なおオークスは、16代ダービー伯の曾祖父にあたる12代ダービー伯がダービーステークスとともに創設し、1779年第1回をブリジット (Briget) で勝利したものである。16代伯の父でイギリス首相を3度務めた14代ダービー伯も、1851年アイリス (Iris) の馬主として優勝しており、カンタベリーピルグリムの勝利は、馬主親子の45年ぶり制覇となった。
オークスから12日後、カンタベリーピルグリムらはコロネーションステークスに出走した。この競走でカンタベリーピルグリムは1番人気に支持されたが、逃げている途中で失速し、4着に敗れた。その翌戦にはリバプールサマーカップで古馬や牡馬相手に戦い、103ポンドの軽斤量を味方につけてこれに勝利した。
ドンカスター競馬場でセントレジャーステークスと同日に行われたパークヒルステークスにカンタベリーピルグリムは出走し、1番人気に応えて2馬身差の勝利を挙げた。10月28日のケンブリッジシャーハンデキャップにも出走したが、113ポンドを課され、着外に敗れた。その翌日には同じ競馬場でジョッキークラブカップに出走、20/21（約1.95倍）という断然のオッズをつけられたカンタベリーピルグリムは、牡馬を相手にしながらこれを15馬身差で楽勝した。この年までに10戦4勝、その後ダービー伯爵の牧場に引退した。

### 繁殖牝馬時代
この頃のダービー伯爵家は競馬界からやや遠のいており、第16代ダービー伯爵が競馬界への再帰を期して購入した馬の1頭が、このカンタベリーピルグリムであった。後の大馬産家として知られる第17代ダービー伯爵も同馬を受け継ぎ、10頭の仔馬を産ませている。このため、第17代ダービー伯爵の生産馬の多くがカンタベリーピルグリムの血を受け継いでいる。
カンタベリーピルグリムの産駒のうち、1900年生まれのチョーサー、1907年生まれのスウィンフォードが後に種牡馬として成功を収め、カンタベリーピルグリムの血は後世に多大な影響を残した。
カンタベリーピルグリムは最後の産駒を産んでから3年後の1917年に死亡、24歳であった。

## 血統表
| カンタベリーピルグリムの血統 | カンタベリーピルグリムの血統                                                | カンタベリーピルグリムの血統                                                | （血統表の出典）                                                            | （血統表の出典） |
| 父系                         | ハーミット系                                                                | ハーミット系                                                                | ハーミット系                                                                | [ § 2 ]          |
| 父 Tristan 1878              | 父の父Hermit 1864                                                           | Newminster                                                                  | Touchstone                                                                  | Touchstone       |
| 父 Tristan 1878              | 父の父Hermit 1864                                                           | Newminster                                                                  | Beeswing                                                                    |                  |
| 父 Tristan 1878              | 父の父Hermit 1864                                                           | Seclusion                                                                   | Tadmor                                                                      | Tadmor           |
| 父 Tristan 1878              | 父の父Hermit 1864                                                           | Seclusion                                                                   | Miss Sellon                                                                 |                  |
| 父 Tristan 1878              | 父の母Thrift 1865                                                           | Stockwell                                                                   | The Baron                                                                   | The Baron        |
| 父 Tristan 1878              | 父の母Thrift 1865                                                           | Stockwell                                                                   | Pocahontas                                                                  |                  |
| 父 Tristan 1878              | 父の母Thrift 1865                                                           | Braxey                                                                      | Moss Trooper                                                                | Moss Trooper     |
| 父 Tristan 1878              | 父の母Thrift 1865                                                           | Braxey                                                                      | Queen Mary                                                                  |                  |
| 母 Pilgrimage 1875           | 母の父The Palmer 1864                                                       | Beadsman                                                                    | Weatherbit                                                                  | Weatherbit       |
| 母 Pilgrimage 1875           | 母の父The Palmer 1864                                                       | Beadsman                                                                    | Mendicant                                                                   |                  |
| 母 Pilgrimage 1875           | 母の父The Palmer 1864                                                       | Madame Eglentine                                                            | Cowl                                                                        | Cowl             |
| 母 Pilgrimage 1875           | 母の父The Palmer 1864                                                       | Madame Eglentine                                                            | Diversion                                                                   |                  |
| 母 Pilgrimage 1875           | 母の母Lady Audley 1867                                                      | Macaroni                                                                    | Sweetmeat                                                                   | Sweetmeat        |
| 母 Pilgrimage 1875           | 母の母Lady Audley 1867                                                      | Macaroni                                                                    | Jocose                                                                      |                  |
| 母 Pilgrimage 1875           | 母の母Lady Audley 1867                                                      | Secret                                                                      | Melbourne                                                                   | Melbourne        |
| 母 Pilgrimage 1875           | 母の母Lady Audley 1867                                                      | Secret                                                                      | Mystery                                                                     |                  |
| 母系(F-No.)                  | (FN:1-g)                                                                    | (FN:1-g)                                                                    | (FN:1-g)                                                                    | [ § 3 ]          |
| 5代内の近親交配              | Touchstone 4x5=9.38%、Cowl 5x4=9.38%、Banter 5x5=6.25%、Gladiator 5x5=6.25% | Touchstone 4x5=9.38%、Cowl 5x4=9.38%、Banter 5x5=6.25%、Gladiator 5x5=6.25% | Touchstone 4x5=9.38%、Cowl 5x4=9.38%、Banter 5x5=6.25%、Gladiator 5x5=6.25% | [ § 4 ]          |
| 出典                         | 1. 2. 3. 4.                                                                 | 1. 2. 3. 4.                                                                 | 1. 2. 3. 4.                                                                 | 1. 2. 3. 4.      |